# نوکیا ان۷۳
گوشی نوکیا ان۷۳ یک تلفن‌هوشمند که شرکت نوکیا آن را به‌طور رسمی «رایانه چندرسانه‌ای» توصیف کرده‌است. این گوشی نسبت به دیگر گوشی‌های زمان خودش، به همراه برنامه‌های زیادی آمده‌است شامل: فهرست تماس‌ها، فهرست پیام‌ها، نگارخانه عکس و ویدئو، پخش‌کننده موسیقی و فیلم (ریئل پلیر)، رادیو اف‌ام استریو، کلاینت پیام فوری، مرورگر وب بر پایه کی‌اچ‌تی‌می‌ال و وب‌کیت، نمایش پرونده‌های آفیس، نمایش پی‌دی‌اف و تعدادی بازی. اکثر این برنامه‌ها قابلیت اجرا در پیش‌زمینه را دارند؛ برای مثال، در حالی که به موسیقی گوش می‌دهید، در اینترنت جستجو می‌کنید، و بعد شروع به نوشتن پیامکی می‌کنید، بدون این که هیچ برنامه‌ای را ببندید. از نقاط قوت این گوشی دوربین ۳٫۲ مگاپیکسلی با فوکوس اتوماتیک است. همچنین دوربین دومی، وی‌جی‌ای برای مکالمات ویدئویی نیز دارد. گوشی ان۷۳ دارای سیستم‌عامل نسخه ۹٫۱ با واسط کاربری سری ۶۰ ویرایش سوم است و قابلیت اجرای بازی ها و برنامه های جاوا را نیز دارد.همچنین این موبایل دارای اشعه مادون قرمز است.این موبایل قابلیت اتصال به کامپیوتر را نیز دارد و میتواند عکس ها را برای دستگاه چاپگر بفرستد.نوکیا ان۷۳ جک ۳.۵ میلیمتری هدفون ندارد و درگاه دیگری برای اتصال هدفون دارد.نوکیا ان۷۳ در سال ۱۳۸۵ با قیمت ۶۰۰۰۰۰ تومان وارد بازار ایران شد ؛ اما بدلیل وارد شدن نوکیا ان۹۵ به بازار ، قیمت نوکیا ان۷۳ به ۴۶۰۰۰۰ تومان تغییر کرد.نوکیا ان۷۳ دارای درگاه Pop_port است که هم برای اتصال هدفون و هم برای اتصال موبایل به رایانه است.

## مشخصات کلی
| عمومی                   |                                                          |
| تاریخ معرفی             | ۲۵ آوریل ۲۰۰۶                                            |
| شبکه نسل دوم            | GSM ۹۰۰ / ۱۸۰۰ / ۱۹۰۰                                    |
| شبکه نسل سوم            | UMTS ۲۱۰۰                                                |
| ظاهری                   |                                                          |
| ابعاد                   | ۱۹×۴۹×۱۱۰ میلی‌متر                                        |
| وزن                     | ۱۱۶ گرم                                                  |
| رنگ                     | مشکی، نقره‌ای، سفید                                       |
| شکل                     | ساده (مکعبی)                                             |
| نمایشگر                 |                                                          |
| نوع                     | TFT، 262144 color                                        |
| اندازه                  | ۲٫۴ اینچ، ۴۸×۳۶ میلی‌متر                                  |
| دقت                     | ۳۲۰×۲۴۰ پیکسل                                            |
| دوربین                  |                                                          |
| کیفیت                   | ۳٫۲ مگاپیکسل                                             |
| اندازه تصویر            | ۱۵۳۶×۲۰۴۸ پیکسل                                          |
| فیلم‌برداری              | سی‌آی‌اف                                                   |
| فلاش                    | ال‌ئی‌دی                                                   |
| قابلیت‌ها                | بزرگ‌نمایی دیجیتالی ۲ برابر، عدسی کارل زایس، فوکوس خودکار |
| دوربین دوم              | وی‌جی‌ای                                                   |
| باتری                   |                                                          |
| نوع                     | باتری لیتیوم یون ۱۱۰۰ میلی‌آمپرساعت (BP-6M)               |
| زمان آماده‌باش           | ۳۵۰ ساعت                                                 |
| زمان مکالمه             | ۳٫۷۶ ساعت                                                |
| چندرسانه‌ای              |                                                          |
| پخش موسیقی              | MP3, AAC, AAC+, eAAC+, WMA, WAV                          |
| پخش ویدئویی             | MPEG4, 3GPP                                              |
| رادیو                   | رادیو اف‌ام استریو                                        |
| حافظه                   |                                                          |
| حافظه داخلی             | ۴۲ مگابایت                                               |
| کارت حافظه              | مینی اس‌دی، قابلیت افزایش تا ۲ گیگابایت                   |
| زنگ گوشی                |                                                          |
| نوع                     | پلی‌فونیک، ام‌پی‌تری                                        |
| لرزاننده                | دارد                                                     |
| مدیریت تماس             |                                                          |
| دفترچه تلفن             | نامحدود                                                  |
| گزارش تماس‌ها            | با جزئیات، حداکثر ۳۰ روز                                 |
| فرمان و شماره‌گیری صوتی  | دارد                                                     |
| نمایش تصویر تماس گیرنده | دارد                                                     |
| ارتباطی                 |                                                          |
| جی‌پی‌آراس                | کلاس ۱۰، ۴۸–۳۲ کیلوبیت بر ثانیه                          |
| اچ‌اس‌سی‌اس‌دی              | دارد                                                     |
| ئی‌دی‌جی‌ئی                | کلاس ۱۱، ۲۳۶٫۸ کیلوبیت بر ثانیه                          |
| ۳جی                     | دارد، ۳۸۴ کیلوبیت بر ثانیه                               |
| شبکه محلی بیسیم         | ندارد                                                    |
| بلوتوث                  | دارد، نسخه ۲                                             |
| فروسرخ                  | دارد                                                     |
| یواس‌بی                  | پاپ‌پورت                                                  |
| نرم‌افزاری               |                                                          |
| سیستم‌عامل               | سیمبیان ۹٫۱                                              |
| واسط کاربری             | سری ۶۰ ویرایش سوم                                        |
| پشتیبانی جاوا           | دارد                                                     |
| سایر                    |                                                          |
| پردازنده                | Dual ARM 9 220 MHz                                       |
| جی‌پی‌اس                  | ندارد                                                    |
| پیام‌رسانی               | پیام‌کوتاه، پیام چندرسانه‌ای، پست الکترونیکی، پیام فوری    |
| پست الکترونیکی          | آی‌ام‌ای‌پی، پی‌ئوپی۳، اس‌ام‌تی‌پی                              |
| مرورگر اینترنت          | اچ‌تی‌ام‌ال، اکس‌اچ‌تی‌ام‌ال، وی‌ای‌پی                            |
| نمایش مستندات           | پی‌دی‌اف، ورد، اکسل، پاورپوینت                             |
| بازی                    | دارد                                                     |
|                         | تی۹ ویرایشگر تصویر و ویدئو                               |